# Devon (rund)

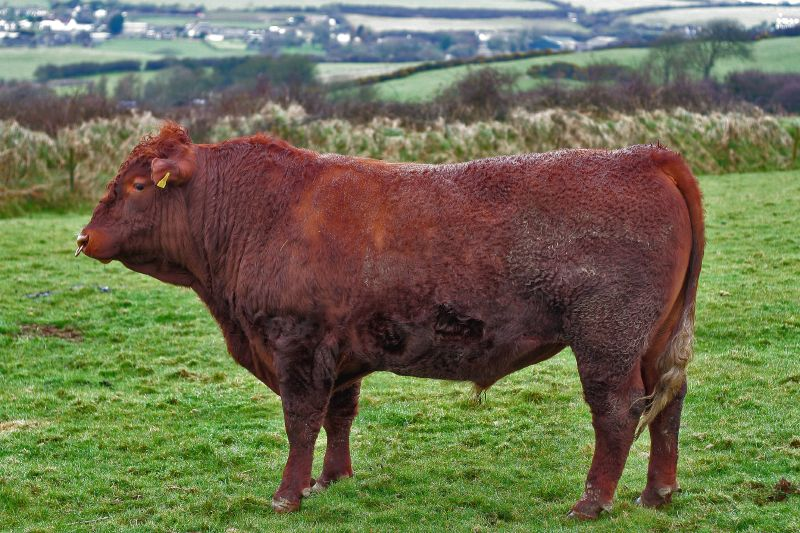
Een Devonstier

De Devon is een runderras dat van oorsprong uit het zuidwesten van Engeland komt, onder meer uit de graafschappen Devon, Somerset, Cornwall en Dorset. De huid van de Devon is dik en de vacht is rood tot kastanjebruin, waardoor deze dieren ook Devon Ruby of Red Ruby genoemd worden. Er zijn zowel gehoornde als ongehoornde (polled) Devons - de verhouding is ongeveer 50-50.
Alhoewel de Devon voorheen als een dubbeldoelras werd ingedeeld, dat zowel geschikt was voor de melk- als de vleesproductie, is het ras de afgelopen decennia door selectie geëvolueerd tot een runderras dat uitsluitend voor de vleesproductie wordt gehouden.